# IC 4580
IC 4580 је спирална галаксија у сазвјежђу Сјеверна круна која се налази на листи објеката дубоког неба у Индекс каталогу.
Деклинација објекта је + 28° 21' 23" а ректасцензија 15h 43m 14,3s. Привидна величина (магнитуда) објекта IC 4580 износи 14,5 а фотографска магнитуда 15,4. IC 4580 је још познат и под ознакама CGCG 166-41, PGC 55862.